# 鄭還古
鄭 還古（てい かんこ）は中唐の詩人。伝奇集『博異志（はくいし）』の撰者谷神子（こくしんし）に擬せられている。
生年不明。滎陽郡の生まれであるが五姓七族に数えられた滎陽の鄭氏に連なるかは未明。憲宗の元和10年（基督教暦815年。下皆效此）に淄青（しせい）節度使李師道（りしどう）の反乱が起きた際に乱を避けて弟の斉古（せいこ）と共に老親を連れて洛陽へ移る。その前か後かは不明であるが元和年中（元和は15年迄）に進士に及第し、河中府の従事に就いたものの役所を誹謗する事があって吉州の掾（えん）に左遷される。
その後洛陽に還ったらしく同地に閑居して将軍柳当（りゅうとう）と懇意にし、再度の官職を求めて長安へ赴き太学博士（太学の博士）乃至国子博士（国子監の博士）として復官したが、程無くして歿した。その歿年は詳らかでないが文宗の開成5年（840年）4月に邕州の刺史裴恭（はいきょう）の碑文が建てられた際に盧術（ろじゅつ）の撰した碑文を鄭が書しているので、少なくもその頃の在世は判り、また、谷神子『博異志』に谷神子が武宗会昌2年（842年）に済陰郡で水害に遭ったともいうので、谷神子が鄭の号とすればこの事もその支証となる。なお、鄭は左遷の以前か以後かは未明乍ら刑部尚書劉公の女（むすめ）を妻とし、これと死別した後に洛陽にて李氏を妻としたといい、また、僕射柳元公の女も妻にしたというが、将軍柳当と僕射柳元公、更に刑部尚書劉公3者の関係は未明。また、符術に通じ済陰郡近郊にあった龍興寺という古寺の井戸を治す事もあったというがこれの真偽も未明。
その作に、逸したものの夢中に「蒼龍渓新宮銘」を書かされたという蔡少霞（さいしょうか）や道士殷七七（いんしちしち）の伝記、吉州への赴任途中に詠んだ「望思台詩」があった。また、伝奇集『博異志（記）』の撰者谷神子に就いて南宋の晁公武（ちょうこうぶ）が「或曰名還古、而竟不知其姓」と注記している事から鄭が谷神子を号して同書を撰したものと考証されている。同書は序文に娯楽を提供するものでは無く箴規（しんき。戒め）の為に撰したものと述べられており、同時代人である趙璘（ちょうりん）に拠れば、鄭は幼い頃から俊才で学を好む性質であったが惜しい事に自説に拘泥する余り時世に合わない所があったともいうので、果たして鄭が谷神子であるとすればそうした性向に因って『博異志』を纂輯した可能性があるものの、同集の現伝諸則のみからは箴規の様は窺えない。なお、谷神子の号は『博異志』に当時の事件や人物に触れる叙述があってその為に姓名を隠したものであろうとの説も行われる。